# The Expendables
The Expendables (titulada Los indestructibles en Hispanoamérica y Los mercenarios en España) es una película de acción, escrita, dirigida y protagonizada por Sylvester Stallone. El rodaje de la película comenzó el 28 de marzo de 2009 en Brasil. La cinta es un homenaje a las películas de acción más taquilleras de las décadas de 1980 y  1990. Incluye a estrellas del cine de acción como Jason Statham, así como a los veteranos Dolph Lundgren, Arnold Schwarzenegger, Bruce Willis y el propio Stallone.
The Expendables tuvo su estreno mundial en el Grauman's Chinese Theatre en Hollywood, Los Ángeles el 3 de agosto de 2010 y se estrenó en los Estados Unidos el 13 de agosto de 2010.

## Argumento
La película comienza con una operación de rescate de los Expendables contra los piratas somalíes que toman como rehenes a la tripulación de un barco estadounidense. El grupo de mercenarios se mueve en un hidroavión, son militares veteranos y expertos en sus respectivas especialidades. Al acabar la misión, uno de los miembros del grupo, Gunner Jensen (Dolph Lundgren), es expulsado del equipo tras una pelea con Yin Yang (Jet Li).
El equipo de mercenarios liderados por Barney Ross (Sylvester Stallone) es contratado por un hombre que se hace llamar Sr. Church (Sr. Iglesia), un agente de la CIA (Bruce Willis), para asesinar a un dictador iberoamericano con la ayuda de una contacto llamada Sandra (Giselle Itié). Esto los lleva a una isla ficticia localizada entre el Golfo de México, Caribe y Sudamérica llamada "Isla de Vilena".
Vilena está dominada por un dictador, llamado Garza (David Zayas), quien vende sus tierras y a sus soldados a unos traficantes americanos liderados por James Munroe (Eric Roberts), un exagente de la CIA, que planea una plantación masiva de coca por el país para posteriormente llevarla a los Estados Unidos.
Barney y Lee Christmas (Jason Statham) llegan a Vilena como turistas ecológicos e intentan tomar fotos a una especie de castillo que es el Palacio de Gobierno del lugar y, al mismo tiempo, el cuartel general de Garza; pero su hija, que es quien conduce al grupo de Barney Ross, es atrapada y éstos tienen que salir de la isla bajo intenso fuego enemigo, aunque después deciden no irse sin matar a sus enemigos primero.
De regreso en su cuartel general, los Expendables se dan cuenta de quién es en realidad el objetivo de la misión, que es Munroe, y deducen que el Sr. Iglesia les contrató para matar al dictador Garza mientras la CIA arrestaba a Munroe de manera sigilosa para no dar mala imagen, lo que significaría que Barney y sus hombres morirían por eso. El equipo entonces decide abandonar la misión.
Lee visita a la que iba a ser su pareja, pero antes se dio cuenta de que ella había iniciado una relación con otro hombre, para encontrar que ella fue agredida por su amante. Lee entonces se dirige a dónde está la expareja de su chica y le propina una brutal paliza a él y a sus amigos, para después contarle a su novia quién es en realidad y cómo se gana la vida.
En el cuartel general de los Expendables, Barney habla con Tool (Mickey Rourke), y este le dice a Barney que si aprecia a la hija de Garza, debe ir a ayudarla. Mientras Barney va hacia el almacén junto con Yang, son asaltados por los hombres de Munroe y por Gunner. En el almacén, Barney hiere fatalmente en el pecho a Gunner antes de que este mate a Yang durante la pelea. Gunner, agonizante, le revela a Barney la forma de colarse (entrar de manera discreta) en el palacio.
El equipo viaja hacia Vilena para cumplir la misión. En el palacio, Garza es asesinado por Munroe y este se dispone a escapar con el dinero. En medio de la batalla, Hale Caesar (Terry Crews) consigue hacer que explote el helicóptero de Munroe, mientras que Toll Road (Randy Couture) logra matar al guardaespaldas de Munroe, Dan Paine (Steve Austin). Barney y Lee matan a Munroe y, antes de marcharse, le dan el dinero de la misión a la hija de Garza para ayudar a la gente de Vilena.
Al final de la película, en la tienda de Tool, los Expendables celebran su victoria, incluido Gunner, que ha sobrevivido a la herida. Lee y Tool compiten en un reto por ver quién lanza mejor el cuchillo, algo en lo que Lee resulta ser el vencedor al arrojar el cuchillo, desde lejos, dando en pleno centro de la diana.

## Reparto

### The Expendables
- Sylvester Stallone como Barney Ross, un veterano de la Guerra de Vietnam y el líder del equipo.
- Jason Statham como Lee Christmas, un ex soldado del SAS, un experto en cuchillos y el segundo al mando del equipo.
- Jet Li como Yin Yang, un experto en artes marciales y miembro del equipo.
- Dolph Lundgren como Gunner Jensen, un experto en armas pesadas y miembro del equipo.
- Terry Crews como Hale Caesar, un experto en armas pesadas del equipo.
- Randy Couture como Toll Road, un experto en demoliciones del equipo.
- Mickey Rourke como Tool, un tatuador que también sirve como enlace de reclutamiento para los Expendables.
- Giselle Itié como Sandra, la hija del General Garza.
- Charisma Carpenter como Lacy, la novia de Lee Christmas.
- Lauren Jones como Cheyenne, la novia de Tool.
- Bruce Willis como el Sr. Church, un agente de la CIA que contrata a los Expendables.
- Arnold Schwarzenegger  como Trench Mauser, un viejo rival de Barney Ross.

### Los hombres de Garza
- David Zayas como el General Garza, un dictador militar, el gobernante de la isla de Vilena y el padre de Sandra.
- Eric Roberts como James Munroe, un exagente de la CIA que intenta evitar que los Expendables maten al General Garza.
- Steve Austin como Dan Paine, el guardaespaldas de Munroe.
- Gary Daniels como The Brit, la mano derecha de Munroe.
- Antônio Rodrigo Nogueira como el asistente del General Garza.
- Amin Joseph y Senyo Amoaku como los líderes de un grupo de piratas somalíes que desafían a los Expendables.

## Doblaje
| Actor                 | Personaje     | Actor/Actriz de doblaje · México (versión de Zima Entertainment) | Actor/Actriz de doblaje · México (versión de Lionsgate) | Actor/Actriz de doblaje · España |
| --------------------- | ------------- | ---------------------------------------------------------------- | ------------------------------------------------------- | -------------------------------- |
| Sylvester Stallone    | Barney Ross   | Blas García                                                      | Víctor Hugo Aguilar                                     | Ricardo Solans                   |
| Jason Statham         | Lee Christmas | Jesús Barrero                                                    | Gerardo Vásquez                                         | Juan Antonio Bernal              |
| Jet Li                | Yin Yang      | Arturo Sian Vidal                                                | Gabriel Cobayassi                                       | Daniel García                    |
| Bruce Willis          | Sr. Church    | Bernardo Rodríguez                                               | Mario Castañeda                                         | Ramón Langa                      |
| Arnold Schwarzenegger | Trench Mauser | Luis Tenorio                                                     | Blas García                                             | Constantino Romero               |
| Eric Roberts          | James Munroe  | Miguel Ángel Reza                                                | Humberto Solórzano                                      | Juan Carlos Gustems              |
| Dolph Lundgren        | Gunner Jensen | Mario Hernández                                                  | Sergio Gutiérrez Coto                                   | Jordi Boixaderas                 |
| Mickey Rourke         | Tool          | Alan Miró                                                        | Miguel Ángel Ghigliazza                                 | Alfonso Vallés                   |
| Terry Crews           | Hale Caesar   | Héctor Rocha                                                     | Carlos Segundo                                          | Domènec Farell                   |
| Randy Couture         | Toll Road     | Daniel Valladares                                                | Rolando de Castro                                       | Pablo Adán                       |
| Giselle Itié          | Sandra        | Adriana Rodríguez                                                | Erika Rendón                                            | Joël Mulachs                     |
| David Zayas           | General Garza | Rafael Quijano                                                   | Pedro D'Aguillón Jr.                                    | Miguel Zúñiga                    |
| Charisma Carpenter    | Lacy          | Clemen Larumbe                                                   | Kerygma Flores                                          | Isabel Valls                     |
| Steve Austin          | Paine         | Bernardo Rodríguez                                               | Óscar Bonfiglio                                         |                                  |
| Gary Daniels          | The Brit      | Hugo Rodríguez                                                   | René García                                             | Paco Gázquez                     |
| Hank Amos             | Paul          | Víctor Kuri                                                      | Roberto Mendiola                                        | Claudio Serrano                  |
| Amin Joseph           | Pirata Líder  | David Pérez                                                      | Igor Cruz                                               |                                  |
| Lauren Jones          | Cheyenne      |                                                                  | Diana Pérez                                             |                                  |
| Senyo Amoaku          | Pirata Alto   |                                                                  | Eduardo Fonseca                                         |                                  |
|                       | Insertos      | Mario Hernández                                                  | Denice Cobayassi                                        |                                  |

## Producción
La producción de la película comenzó el 3 de marzo de 2009. El rodaje comenzó el 28 de marzo de 2009 en Brasil. El rodaje se suspendió el 25 de abril de 2009 y se reanudó el 11 de mayo de 2009 en Luisiana. El rodaje terminó oficialmente el 1 de julio de 2009. El 27 de octubre de 2009, se filmó la esperada escena del cameo de Willis y Schwarzenegger, en una iglesia en Hollywood, California, junto a Sylvester Stallone. El taller de automóviles "West Coast Customs" construyó tres camionetas "Ford F100s" modelo 1955 personalizadas para la película. Una de ellas fue construida para una escena de un accidente, la segunda para una pantalla verde, y la tercera para propiedad de Stallone. El presupuesto de la película iba a ser de 100 millones de dólares, pero se redujo a 85 millones. "The Expendables tiene un presupuesto de setenta millones de dólares", dice Dolph Lundgren, "y es una ruda cinta a la vieja escuela, dónde las personas están luchando con cuchillos y disparándose unos a otros".
Sylvester Stallone se fracturó el cuello durante el rodaje de una de las escenas de la película, concretamente la escena de la batalla en el patio del palacio presidencial de Vilena.
El hidroavión utilizado en la filmación es un Grumman HU-16 Albatross.

## Música
El compositor Brian Tyler anunció en su sitio web oficial que había sido contratado para escribir la música original de la película. Tyler trabajó anteriormente con Stallone en John Rambo en 2008.

## Clasificación
El productor Avi Lerner ha informado de que la película será considerada en dos versiones, una PG-13 y una versión clasificada R, ambas serán probadas en pantalla para ver cuál será oficialmente estrenada. Lerner está considerando omitir la alta violencia por el éxito de las últimas cintas de acción clasificadas como PG-13, tales como Live Free or Die Hard (conocida como Die Hard 4.0). Lerner ha afirmado que la anterior película de Stallone, John Rambo podría haber sido aún más exitosa, si no fuera por la violencia extrema y la sangre.

## Adelanto
El tráiler se filtró en la web en agosto de 2009. Fue editado y cortado por el propio Stallone, y mostrado en el Festival de Cine de Venecia. En octubre de 2009, el tráiler en alta definición fue lanzado oficialmente en línea.

## Lanzamiento
La película tenía prevista una fecha original de lanzamiento fijada para abril de 2010, pero fue retrasada 4 meses hasta agosto de ese mismo año, debido a la posproducción. El estreno internacional fue el 13 de agosto de 2010.

## Secuelas
The Expendables 2 se estrenó el 17 de agosto de 2012. Es dirigida por Simon West y escrita por David Agosto y Ken Kaufman basados en una historia de Stallone. Está protagonizada por Stallone, Statham, Li, Lundgren, Couture, Crews, Willis y Schwarzenegger en sus papeles originales, incluyendo en el reparto a Jean-Claude Van Damme, Scott Adkins, Chuck Norris (en un cameo) y Liam Hemsworth, entre otros.
The Expendables 3 (titulada Los indestructibles 3 en Hispanoamérica y Los mercenarios 3 en España) es una película de acción dirigida por Patrick Hughes y escrita por Creighton Rothenberger, Katrin Benedikt y Sylvester Stallone. Es la secuela de la película de 2012, The Expendables 2, y cuenta con el regreso de algunos miembros del elenco de la película anterior, Sylvester Stallone, Jason Statham, Jet Li, Dolph Lundgren, Randy Couture, Terry Crews y Arnold Schwarzenegger. Las nuevas incorporaciones al elenco incluyen a Antonio Banderas, Wesley Snipes, Mel Gibson, Harrison Ford, Kelsey Grammer, Kellan Lutz, Ronda Rousey, Glen Powell, Victor Ortiz y Robert Davi.
Expend4bles o The Expendables 4 (titulada Los indestructibles 4 en Hispanoamérica, y Los mercenarios 4 o Los mercen4rios en España) es una película de acción estadounidense dirigida por Scott Waugh con un guion coescrito por Max Adams, Kurt Wimmer y Tad Daggerhart a partir de una historia original de Spenser Cohen. Protagonizada por un elenco que incluye a Jason Statham, Sylvester Stallone, Dolph Lundgren y Randy Couture retomando sus papeles de películas anteriores; 50 Cent, Megan Fox, Andy García, Tony Jaa, Eddie Hall, Sheila Shah, Jacob Scipio, Levy Tran e Iko Uwais también se unen al elenco. Statham, Avi Lerner, Les Weldon, Yariv Lerner y Kevin King son los productores.